# Base aérea de Linton-on-Ouse
A Base aérea de Linton-on-Ouse (inglês: RAF Linton-on-Ouse)(IATA:HRT, ICAO:EGXU) é uma estação da Força Aérea Real em Linton-on-Ouse perto de York, em Yorkshire, Inglaterra. Hoje é um centro de treinamento de voo, e é um dos mais movimentados da FAR.

## Lema e declaração de missão

### Lema
O lema da estação "A Flumine Impugnamus" traduz do latim como "A partir do poderoso rio atacamos".

### Missão
A declaração da estação de missão é:
Nossa missão é treinar as tripulação de jato do amanhã.

## História
A Força Aérea Real de Linton-on-Ouse foi inaugurada em 13 de maio de 1937 aeródromo de aterrissagem de aviões de bombardeio e foi a casa do Grupo N° da FAR.
Quando a Segunda Guerra Mundial começou, os bombardeios foram lançados a partir de Linton-on-Ouse para intimidar a Alemanha, e eventualmente a base foi usada para lançar bombardeamento sobre a Noruega, os Países Baixos, a Alemanha e a Itália.
No final da guerra, a estação estava envolvida com o transporte de passageiros e mercadorias de volta para o Reino Unido Depois que tornou-se uma estação de Comando de Caça, começou a operar o Gloster Meteor, Canadair Sabre e o Hawker Hunter até que foi fechado para manutenção em 1957. Em 9 de setembro de 1957, a base foi reaberta como base de treinamento de pilotos e foi responsável por treinamento de pilotos tanto para a FAR quanto para a Marinha Real Britânica.

## Estações de Satélites
Linton-on-Ouse é responsável por três estações de satélite: FAR Igreja Fenton, FAR Topcliffe e FAR Dishforth. 